# Till Kleinert
Till Kleinert (* 27. August 1980 in Berlin) ist ein deutscher Filmregisseur, Drehbuchautor und Filmeditor, der überwiegend im Horror-Genre arbeitet.

## Leben und Werk
In seiner Jugend zeichnete Till Kleinert Comics und drehte mit Freunden Video- und Knetanimationsfilme. Ab 2004 studierte er Regie an der Deutschen Film- und Fernsehakademie Berlin (DFFB).
Nach mehreren, teils preisgekrönten Kurzfilmen, erschien 2009 Kleinerts erster abendfüllender Spielfilm, der Horrorfilm Lange Nacht. Sein Abschlussfilm an der DFFB, der queere deutsche Horrorfilm Der Samurai, wurde im Rahmen der Sektion „Perspektive Deutsches Kino“ der Berlinale 2014 uraufgeführt und gewann zahlreiche Preise bei weiteren internationalen Filmfestivals. Am 30. Oktober 2014 kam der Film auch in die deutschen Kinos.
Gemeinsam mit Anna Stoeva ist Kleinert Schöpfer und Haupt-Autor der Fernsehserie Hausen, die ab Oktober 2020 in acht Folgen auf Sky Atlantic lief. Zuvor war er bereits Regisseur der 2017 erschienenen Webserie Girl Cave.
Till Kleinert gehört seit 2005 dem Filmemacherverbund Schattenkante an.

## Filmografie
- 2007: Hundefutter (Kurzspielfilm) – Regie, Drehbuch, Schnitt
- 2008: Cowboy (Kurzspielfilm) – Regie, Drehbuch
- 2009: Kokon (Kurzspielfilm) – Regie, Drehbuch, Schnitt
- 2009: Lange Nacht (Spielfilm) – Regie, Drehbuch, Schnitt
- 2011: Boys Village (Kurzspielfilm) – Regie, Drehbuch, Schnitt
- 2014: Der Samurai (Kinospielfilm) – Regie, Drehbuch, Schnitt
- 2017: Girl Cave (Webserie, 8 Folgen) – Regie
- 2020: Hausen (Fernsehserie, 8 Folgen) – Idee, Drehbuch

## Auszeichnungen
- 2009: Deutscher Kurzfilmpreis in Gold für Kokon[4]
- 2014: Publikumspreis & Critics Award beim „Optical Theatre Film Festival Rom“, für Der Samurai
- 2014: Bestes Drehbuch beim „Samain du cinéma fantastique Nizza“, für Der Samurai
- 2014: Beste Regie beim „Ithaca International Fantastic Film Festival“, für Der Samurai